# Jeevun Sandher
Jeevun Gurpreet Singh Sandher (né en septembre 1990) est un homme politique du Parti travailliste britannique qui est député de Loughborough depuis 2024,.

## Biographie
Sandher est né au Royaume-Uni dans une famille sikh punjabi britannique originaire de Jalandhar, au Pendjab,.
Sandher obtient un doctorat en économie politique du King's College de Londres en 2022. Avant cela, il obtient une maîtrise en développement économique et analyse des politiques et une licence en économie et philosophie de l'Université de Nottingham. Il dirige ensuite l'équipe économique de la New Economics Foundation. Avant d’entreprendre son doctorat, Sandher travaille au Somaliland en tant qu’économiste au ministère des Finances. Il occupe également des postes au Trésor et au ministère du Travail et des Retraites, où il travaille sur la budgétisation, la politique macroéconomique, les inégalités, la pauvreté et la sécurité sociale. Pendant ses études de doctorat, il co-anime le podcast Politics JaM.